# Strabomantis anomalus
Strabomantis anomalus es una especie de anfibio anuro de la familia Craugastoridae.

## Distribución geográfica
Esta especie habita hasta 1100 m sobre el nivel del mar en el lado del Pacífico de la Cordillera Occidental:
- en Ecuador en las provincias de Manabí, Pichincha, Esmeraldas, Imbabura y Carchi;
- en Colombia en los departamentos de Nariño, Cauca, Valle del Cauca y Chocó.[4]

## Descripción
El holotipo mide 59 mm.

## Publicación original
- Boulenger, 1898 : An account of the reptiles and batrachians collected by Mr. W. F. H. Rosenberg in western Ecuador. Proceedings of the Zoological Society of London, vol. 1898, n.º 1, p. 107-126[5]